# Asthenotricha dentatissima
Asthenotricha dentatissima är en fjärilsart som beskrevs av W. Warren 1899. Asthenotricha dentatissima ingår i släktet Asthenotricha och familjen mätare. Inga underarter finns listade i Catalogue of Life.